# Alfred Baudrillart
Alfred Henri Marie Cardeal Baudrillart CO (6 de janeiro de 1859 — 19 de maio de 1942) foi prelado católico francês, elevado ao cardinalato em 1935.
Recebeu o Prêmio Gobert em 1891, 1899 e 1901.

## Vida
Baudrillart era filho de Henri Baudrillart e Marie Sacy; seu avô era Samuel Ustazade de Sacy. Em 1868, entrou para a École Bossuet e, mais tarde, mudou-se para o Lycée Louis-le-Grand. Em 1876, optou pela carreira clerical e, em 1890, entrou no Oratório de São Filipe Néri. Estudou filosofia e teologia católica em Paris.
Em 9 de julho de 1893, ele foi ordenado presbítero e, em seguida, tornou-se membro do corpo docente do Instituto Católico de Paris, onde serviu, de 1907 a 1942, como reitor. Em 1905, fundou a revista Revue practique d'apologetique. Em 1906, foi feito cônego do cabido de Paris, prelado da Casa Pontifícia em 1907, vigário-geral de Paris em 1908. Em 1918, ele foi eleito membro da Académie Française.
Em 1921, o Papa Bento XV o nomeou o bispo titular de Hemeria. Recebeu a sagração episcopal das mãos do arcebispo de Paris, Louis-Ernest Cardeal Dubois em 28 de outubro de 1921; Os co-consagrantes foram o bispo de Orleães, Stanislas-Arthur-Xavier Touchet, e o bispo de Châlons, Joseph-Marie Tissier.
Em 1925, o Papa Pio XI fê-lo assistente ao trono papal e, em 1928, promoveu-o a arcebispo titular de Melitene. Em 1935, o pontífice o elevou ao cardinalato, como cardeal-presbítero de São Bernardo nas Termas Dioclecianas. Ele participou do conclave de 1939. Alfred Baudrillart morreu em 19 de maio de 1942, em Paris, e foi enterrado na Igreja de São José do Carmes.